# セントラルガスセンター
セントラルガスセンターは、栃木県小山市花垣町に本社を置く、プロパンガス配送を主力とするセントラル石油瓦斯グループのエネルギー物流会社である。
現在、主力の栃木県、神奈川県の他、埼玉県、静岡県で事業を展開している。
シンボルマークは緑地の家の真ん中にハートマークがあり右手に「暮らしの真ん中にいつも。セントラルガス」となっている。

## 沿革
- 2004年 セントラル石油瓦斯グループの地域物流会社であった北関東CSGガスセンターと神奈川CSGガスセンターを合併させ、セントラルガスセンターを栃木県小山市花垣町のセントラル石油瓦斯栃木支店内に設立。

## 特色
- 2本以上で供給するプロパンガスボンベの片側の残ガス率0及びガス切れ0を目指している。
- 年1度プロパンガスの知識や配送上で接客などを採点する配送コンクールを行い、優秀な配送員(セントラルガスセンターではお客様スタッフと称する)の発掘を行なっている。
- 将来は配送員(お客様スタッフ)を単なるプロパンガスの配送だけにとどまらずセールスドライバーに育て上げようという戦略がある。

## 配送五大用語
- セントラルガスセンターにおいては配送五大用語の唱和を朝礼時に行なっているが、配送先においても顧客がいる、いないに関わらず下記の配送五大用語を用いて一声かけるのが社則とされている。
  - 1　おはようございます(こんにちは)。セントラルガスセンターです。
  - 2　ガスの交換、点検に参りました。
  - 3　ガスの交換、点検が終わりました。
  - 4　何かご用はございませんか?
  - 5  ありがとうございました。失礼します。

## 関連会社
- セントラル石油瓦斯株式会社
- 北海道セントラルガス株式会社
- イワタニセントラル東北株式会社
- 福島セントラルガス株式会社
- 富山セントラルガス株式会社
- 中央セントラルガス株式会社
- 長島セントラルガス株式会社